# Hypsopanchax
 Hypsopanchax  és un gènere de peixos de la família dels pecílids i de l'ordre dels ciprinodontiformes.

## Taxonomia
- Hypsopanchax catenatus
- Hypsopanchax deprimozi (Pellegrin, 1928)
- Hypsopanchax jobaerti
- Hypsopanchax jubbi
- Hypsopanchax modestus
- Hypsopanchax platysternus
- Hypsopanchax zebra[1][2][3][4]